# Ceropegia praetermissa
Ceropegia praetermissa är en oleanderväxtart som beskrevs av J. och A. Raynal. Ceropegia praetermissa ingår i släktet Ceropegia och familjen oleanderväxter. Inga underarter finns listade i Catalogue of Life.